# غريغوريو رويز
غريغوريو رويز (بالإسبانية: Gregorio Ruiz)‏ هو عسكري وسياسي مكسيكي، ولد في 1847 في Perote, Veracruz ‏ في المكسيك، وتوفي في 1913 في مدينة مكسيكو في المكسيك.